# Горилла Гродд
Горилла Гродд (англ. Gorilla Grodd) — персонаж комиксов издательства DC Comics, суперзлодей. Представляет собой антропоморфную гориллу, обладающую сверхвысоким интеллектом и телепатией. Является одним из главных врагов Флэша. Впервые появился в комиксе Flash v.1 #106 (апрель-май 1959 года), был создан художником Джоном Брумом и писателем Кармайном Инфантино.

## Биография
Версии биографии Гродда различаются в зависимости от автора. Впервые его история была изложена в 1977 году в DC Superstars № 14: согласно ей, он происходил из расы интеллектуальных приматов с планеты Калор, решивших загипнотизировать Зелёного Фонаря, чтобы сбежать со своей родной опасной планеты на Землю, и в полёте объявившим себя правителем горилл, желая свергнуть законного правителя Соловара, что ему сделать не удалось.
Первая встреча Гродда с Флэшем произошла, когда Соловар, в комиксе 1959 года ещё не король, а учёный, покинул разумных горилл, чтобы посмотреть на жизнь человечества, но был пойман людьми, вследствие чего притворился обычной гориллой. Гродд отправился на его поиски, но не с целью освободить, а с целью выведать секрет контроля разума других существ, с помощью которого он собирался захватить власть над разумными гориллами и всей Землёй. Однако сбежавший от людей Соловар обратился за помощью к супергерою Флэшу и совместно с ним победил Гродда, после чего последний стал одним из главных врагов Флэша.
После «Кризиса на Бесконечных Землях» история Гродда была изменена: он, как и его соплеменники, был обычной гориллой, жившей в джунглях Африки, до тех пор пока там не потерпел крушение инопланетный корабль, пилот которого наделил горилл разумом, намного превосходящим человеческий, а двух горилл, Гродда и Соловара, — также телепатическими способностями. С помощью инопланетянина сверхумные обезьяны построили высокотехнологичный город, получивший название Горилла-Сити, и с помощью особого силового поля скрыли его от глаз людей. Однако Гродд возжаждал власти и сначала убил инопланетянина, а затем попытался захватить власть сначала над Горилла-Сити, а позже и над всем миром.
Позже некоторые детали этой истории изменялись в зависимости от автора сюжета — в первую очередь относительно времени появления Города горилл: иногда его относили к XIX веку или даже ко многим тысячам лет назад; соответственно, в этом случае Гродд не убивал инопланетянина-основателя, а являлся просто гражданином давно существовавшего города-государства, безумным учёным, желающим власти.
Гродд часто вступал в противостояние не только с Флэшем, но и с различными другими героями вселенной DC, неоднократно был членом или лидером суперзлодейских преступных группировок. Нередко его целью была не просто власть над миром, а превращение всех людей на Земле в горилл.

## Способности
Горилла Гродд обладает огромным уровнем интеллекта, способен читать мысли людей и подчинять их разум своей воле; у некоторых авторов в дополнение к этому обладает телекинезом. Кроме того, его физическая сила и ловкость значительно превосходят данные показатели у обычных горилл и, естественно, несравненно выше человеческих.

## Вне комиксов

### Телевидение
- Горилла Гродд появляется в мультсериале Бэтмен: Отважный и смелый в 1 сезоне во 2 эпизоде под названием Ужас Острова Динозавров
- Горилла Гродд появляется в мультсериале Лига справедливости где он сначала хочет уничтожить город Горилл, а после того как Лига справедливости помешала ему, он начал возглавлять группировки суперзлодеев, чтобы уничтожить Лигу.
- Горилла Гродд появляется в телесериале «Флэш» 2014 года, где он создан с помощью компьютерной графики. Первая отсылка на него показана в первой серии, где видна его клетка, из которой он выбрался после взрыва ускорителя частиц. Позже выясняется, что на нём проводили эксперименты в лаборатории S.T.A.R. Labs. Гродд наконец появляется в финале двенадцатой серии, где съедает двух электриков. Судя по показанным деталям, высоким интеллектом и телепатией он ещё не обладает, хотя уже умеет сносно писать и произносить своё имя. Затем он появляется в конце 14 серии, когда похищает генерала Уэйда Эйлинга в канализации, куда его привел Обратный Флэш (Эобард Тоун). Появится в 21 серии Флэша под названием «Гродд жив» (Grodd Lives): там уже он обладает телепатией. Во 2 сезоне Гродд похищает Кейтлин чтобы она помогла повторить взрыв ускорителя частиц, для создания себе подобных, в финале 7 серии Флэш отправляет его на Землю-2 в Горрила-Сити.
- Гродд появляется в одном из эпизодов мини-сериала «Бойцовский Клуб Супергероев».

### Игры
- Горилла Гродд появляется в качестве злодея в конструкторе LEGO. Это не всё, что Горилла Гродд сделал для Lego, он также появлялся в игре Lego Batman 3: Beyond Gotham.
- Горилла Гродд присутствует в игре Injustice 2 в качестве игрового персонажа. В режиме истории после победы над Брэйниаком он его убивает и крадет его технологии, чтобы усилить его телепатическую силу, поработив человечество. Затем он начинает универсальное завоевание, используя корабль-череп Брейниака и технологии. На Корабле Черепа Брэйниака он возглавляет свою усиленную армию горилл, чтобы завоевать вселенную в качестве нового императора.

## Критика и отзывы
- Сайт IGN поставил Гродда на 35-е место в списке 100 величайших злодеев комиксов по версии IGN[8].
- В книге «The Apes of Wrath» Ричарда Клоу, Гродд рассматривается как принципиально новый тип персонажа-обезьяны в массовой культуре[9].